# Alimmainen Pitkälompola
Alimmainen Pitkälompola och Ylimmäinen Pitkälompola eller Pitkälompolo är en sjö i Finland. Den ligger i kommunen Enare i landskapet Lappland, i den norra delen av landet, 1 000 km norr om huvudstaden Helsingfors. Pitkälompolo ligger 190 meter över havet. Arean är 7,8 hektar och strandlinjen är 3,21 kilometer lång. Sjön  ingår i Pasvik älvs huvudavrinningsområde. 